# 樊弘
樊弘（1900年7月15日—1988年4月18日），号止平，四川江津人，中国经济学家。

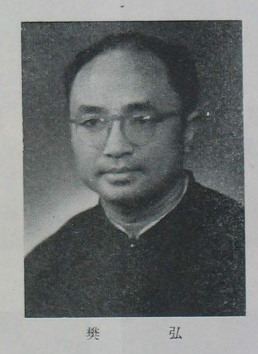

## 生平
樊弘于1925年毕业于北京大学政治学系。此后历任北平《国民公报》编辑、《中央晚报》编辑、北平社会调查所编辑兼秘书、中央研究院社会科学研究所助理研究员、北平社会调查所研究员等。1934年前往河北省立法商学院任教。1937年赴剑桥大学进修。1939年回国后，先后在湖南大学、中央大学、复旦大学等校经济学系任教，并曾任中央研究院社会科学研究所研究员。1946年起在北京大学经济学系任教，历任政治经济学教研室主任、经济学系主任、北大校务委员会委员等职。同时，他还是第一、六届全国政协委员，九三学社中央委员。1988年逝世。

## 著作
- 《劳动立法原理》
- 《社会调查方法》
- 《工资理论之发展》
- 《进步与贫困》
- 《现代货币学说》
- 《凯恩斯的就业、利息和货币的一般理论批判》
- 《凯恩斯的整个就业理论的崩溃》
- 《两条路》